# Lire (revue)
Pour les articles homonymes, voir Lire.
Lire est une revue mensuelle de littérature fondée en 1975 par Jean-Louis Servan-Schreiber et Bernard Pivot et consacrée à l'actualité littéraire. Ce titre appartient aux Éditions Médias Culture et Communication (EMC2).

## Histoire
Lire est un mensuel éclectique qui couvre tous les types de littérature : populaire, française, étrangère, poésie, science-fiction, philosophie, idées, romance...à travers un large choix de critiques mais aussi de dossiers et d'enquêtes sur des écrivains, des éditeurs ou des faits de société liés au livre.
Lire remporte le Prix du Meilleur magazine culturel de l'année en 2007.
Le mensuel est racheté en janvier 2015 par Mag&NewsCo, société constituée par Patrick Drahi et Marc Laufer, au Groupe Express-Roularta. En octobre 2017, la société EMC2 devient propriétaire du magazine. Depuis cette date, Jean-Jacques Augier assure la présidence ainsi que la direction de la publication et Stéphane Chabenat la direction générale.
La presse annonce en juin 2020 le rachat effectif du Nouveau Magazine littéraire par Lire. L'opération aboutit concrètement à l'absorption du premier par le second et à la création d'un nouveau magazine hybride appelé Lire-Le Magazine littéraire.

## Éditorial
La rédaction du magazine Lire établit chaque mois de décembre le palmarès des Meilleurs livres de l'année (romans, documents et essais).

## Palmarès des meilleurs livres de l'année
Le paragraphe suivant liste l'ensemble des livres élus Livre de l'année par le magazine :
- 1975 : Les Météores, Michel Tournier
- 1976 : Les Eaux étroites, Julien Gracq
- 1977 : Les Hauteurs béantes, Alexandre Zinoviev
- 1978 : Le Fleuve Alphée, Roger Caillois
- 1979 : Mars, Fritz Zorn
- 1980 : Le Chant du bourreau, Norman Mailer
- 1981 : Le Choix de Sophie, William Styron
- 1982 : Le Nom de la rose, Umberto Eco
- 1983 : L'Homme neuronal, Jean-Pierre Changeux
- 1984 : Matisse, Pierre Schneider
- 1985 : Empire du soleil, J. G. Ballard
- 1986 : Avant Mémoire, Jean Delay
- 1987 : La Créature, John Fowles
- 1988 : La Ville des prodiges, Eduardo Mendoza
- 1989 : Le Concert, Ismail Kadare
- 1990 : Moon Palace, Paul Auster
- 1991 : Donatien Alphonse François, marquis de Sade, Maurice Lever
- 1992 : Froid Équateur, Enki Bilal
- 1993 : Le Journal d'Hannah, Louise Lambrichs
- 1994 : L'Écriture ou la Vie, Jorge Semprún
- 1995 : Les Catilinaires, Amélie Nothomb
- 1996 : La Mémoire des pierres, Carol Shields
- 1997 : La Compagnie des spectres, Lydie Salvayre
- 1998 : Les Particules élémentaires, Michel Houellebecq
- 1999 : Je m'en vais, Jean Echenoz
- 2000 : Ébène, Ryszard Kapuscinski
- 2001 : Le Pianiste, Władysław Szpilman
- 2002 : La Tache, Philip Roth
- 2003 : Les Âmes grises, Philippe Claudel
- 2004 : Tristano meurt, Antonio Tabucchi
- 2005 : Lunar Park, Bret Easton Ellis
- 2006 : Les Bienveillantes, Jonathan Littell
- 2007 : Les Disparus, Daniel Mendelsohn
- 2008 : Ce que le jour doit à la nuit, Yasmina Khadra et La Route, Cormac McCarthy
- 2009 : Et que le vaste monde poursuive sa course folle, Colum McCann
- 2010 : Hammerstein ou l'Intransigeance. Une histoire allemande, Hans Magnus Enzensberger
- 2011 : Une femme fuyant l'annonce, de David Grossman
- 2012 : Le Diable, tout le temps, de Donald Ray Pollock
- 2013 : La Fin de l'homme rouge, de Svetlana Aleksievitch
- 2014 : Le Royaume, Emmanuel Carrère
- 2015 :  2084 : la fin du monde, Boualem Sansal[5]
- 2016 : Le Nouveau Nom, Elena Ferrante
- 2017 : ex æquo Classé sans suite, Claudio Magris et Aux confins du monde, Karl Ove Knausgård
- 2018 : Le Lambeau, Philippe Lançon
- 2019 : Les Furtifs, Alain Damasio
- 2020 : Fille, Camille Laurens

## Rédaction
- Directeur de la rédaction : Baptiste Liger

### Chroniqueurs connus
- Luc Ferry
- Gérard Oberlé
- Diane Ducret
- Sylvain Tesson
- Josyane Savigneau
- Christine Ferniot
- Philippe Delerm
- Bruno Dewaele
- Fabrice Gaignault
- Stéphanie Hochet
- Marylin Maeso
- Patricia Reznikov
- Bernard Quiriny
- Daniel Picouly

### Anciens responsables (direction ou rédaction)
- Jean-Louis Servan-Schreiber
- Bernard Pivot (1975-1993)[6]
- Pierre Assouline (1993-2004)
- François Busnel (2004-2015)[7] et Philippe Delaroche, son adjoint (2004-2014)
- Julien Bisson (2015-2017)
- Baptiste Liger (2017)[8]

## Diffusion
| Titre | 2006   | 2007   | 2008   | 2009   | 2010   | 2011   | 2012   | 2013   | 2014   | 2015   | 2016   |
| ----- | ------ | ------ | ------ | ------ | ------ | ------ | ------ | ------ | ------ | ------ | ------ |
| Lire  | 78 165 | 77 575 | 71 926 | 63 964 | 60 044 | 59 310 | 59 582 | 57 216 | 54 622 | 51 688 | 52 659 |